# Pedro Antonio Compta
Pedro Antonio Compta y Batllés (Vich, 1759/60 - Segovia, 17 de junio de 1818) fue un compositor y maestro de capilla español.

## Vida
Pedro Antonio Compta nació en Vich en 1759 o 1760 en el seno de una familia de músicos relacionados con la Catedral de Vich, en la que se cuentan nada menos que tres músicos de apellido Compta, incluyendo a su padre, Rafael Compta, músico de violín y violón. Además, su contemporáneo, Rafael Compta, con el tiempo sería maestro de capilla de la Catedral de Gerona. Pedro Antonio realizó la mayoría de su formación musical en el Real Monasterio de Montserrat.
A los 17 años pasó a trabajar como músico en la Catedral de Vic, donde trabajaría como sustituto del maestro de capilla. Tras la partida de Domingo Arquimbau de la Catedral de Gerona a Sevilla, Compta se presentó a las oposiciones para el magisterio que se realizaron en 1791. Competiría con Bruno Paqueras, maestro de capilla de la Catedral de Urgel; su hermano Rafael, en ese momento maestro de capilla segundo de la Catedral de Barcelona; y José Pons, vicemaestro de la Catedral de Córdoba, que acabaría ganando las oposiciones.
Dos meses después se presentó a las oposiciones para el magisterio de la Catedral de Valladolid. Donde se enfrentó sin éxito a Fernando Haykuens y Juan Ezequiel Fernández, ganando la plaza Haykuens.
José Pons partiría de su cargo en Gerona tras tres años ejerciendo, ocupando el cargo en la Catedral de Valencia. Pedro Antonio Compta se presentó a las oposiciones de 1794 para cubrir la vacante, en las que enfrentó a otros cuatro músicos: de nuevo a Bruno Paqueras; Buenaventura Felíu, maestro de capilla de la iglesia de Santa María del Alba de Tárrega; de nuevo a su hermano Rafael, que seguía como maestro de capilla segundo de Barcelona; Nicolás Zabala, maestro de capilla del Salvador de Sevilla.

[...] y finalmente la del maestro de capilla de Santa María del Mar P. A. Compta  [sic], que fue considerado como el más hábil de todos, por criterio del hoy canónigo Juncá [...]. Fue elegido este último, el de Santa María del Mar, tras deliberación capitular del 4 de enero de 1794. A los pocos días, no obstante, el 18 del mismo enero, se recibió carta de dicho maestro con la renuncia al cargo pretendido y conferido, alegando que «no se reconocía con suficientes cualidades para merecer tan singular beneficio». No se insistió sobre ello por creer que habrían razones de familia de por medio. Aceptada pues la renuncia quedo elegido el submaestro de la catedral de Barcelona, Rafael Compta
Francisco Civil Castellví

### Magisterio en Segovia
La información de su estadía en la Basílica de Santa María del Mar es incorrecta. En ese momento Compta se encontraba ya en Segovia. El 2 de enero de 1793 el maestro de Segovia, Francisco Antonio Gutiérrez, había partido a Madrid para realizar las oposiciones al magisterio del Real Monasterio de la Encarnación en Madrid, que aprobó con éxito, despidiéndose de Segovia el 21 de marzo. Pocas semanas después se organizaron las nuevas oposiciones para cubrir la vacante, que se celebrarían el 18 de mayo. Además de Compta se presentaron otros cinco candidatos: Josef Cortasa, de la Colegiata de Talavera; Manuel Ybeas, de la Catedral de Santo Domingo de la Calzada; Francisco Pérez Gaia, «músico de Madrid»; Pablo Rubla Frago y Vicente de Clemos Pérez, ambos violinistas en la Catedral de Tudela. Los exámenes fueron enviados a Toledo para ser evaluadas por el maestro de capilla, Cándido Ruano, y el organista, Basilio Sessé. El maestro Ruano, considerando el bajo nivel en general de todos los candidatos, colocó en primer lugar a Compta, en segundo a Cortasa y en tercer lugar a Pérez Gaia. Sessé juzgó en primer lugar a Cortasa y en segundo a Compta, quedando el resto de los candidatos en el mismo orden que los de Ruano. Los cuatro primeros fueron votados en el cabildo, del que saldrían elegidos en primera vuelta Compta e Ybeas y en segunda vuelta Pedro Antonio Compta.
Compta ya estaba en Segovia en octubre de 1793. Uno de sus primeros trabajos fue copiar las obras de música y componer otras para renovar el repertorio. Con un salario de 600 ducados y 50 para enseñar a los infantes, el maestro de capilla era responsable de «asistir a las horas diurnas y nocturnas [...] proporcionar las partituras a la Capilla, así como dirigirla tanto en las intervenciones que tuvieran lugar en la catedral, como en las que se realizaran fuera del templo». Otra de sus obligaciones era la composición de villancicos, lamentaciones y misereres para las festividades litúrgicas. En caso de faltas estaban previstas multas.
En estos primeros años sus padres debieron tener problemas, ya que tuvo que solicitar una adelanto de parte de su salario «para ocurrir a las urgencias de sus padres, cuya cantidad satisfará cuanto antes pueda» y trató de que se contratase a su padre como violinista, aunque sin éxito. En verano de 1798 aparece enfermo el mismo maestro, solicitando una licencia de un mes «para ausentarse a tomar aires», lo que se repetiría en 1800.
En 1803 se trasladó a vivir a la calle Escuderos, a una casa llamada Priora. Tras quedar vacante el inmueble, se reformó para permitir separar la vivienda del lugar de enseñanza de los niños, «para estar los niños en sus lecciones». Además se previó que algunos infantes pudiesen residir en la casa, «para mejor educación, pagándolo o costeándolo las cuatro medias raciones de niños». Tras la fundación del colegio de infantes un año más tarde, cuya dirección rechazó Compta, se le pidió que buscase otro alojamiento. La casa debía ser para el segundo organista, que debía cuidar de los infantes. Solo hay noticias de dos quejas del cabildo. Una primera solicitando una composición que se había solicitado y pagado en 1800, hecho que resulta sorprendente debido a lo prolífico de las composiciones del maestro, y una segunda en 1803 por haber faltado al coro en el entierro del racionero Arriza, que fue finalmente excusada por el Deán, que había dado licencia al maestro por enfermedad y para componer los villancicos de Navidad.
No hay muchas noticias del maestro durante la Guerra de la independencia. Hay indicios de los problemas económicos a los que estaba sometido el país en Guerra, como una solicitud al tribunal eclesiástico para que le rebajase las cargas o dos licencias para cantar misas fuera de la catedral, aunque esto último no era una excepción. El cabildo también trató de una ausencia de Compta y del incumplimiento de sus obligaciones en la enseñanza de los infantes del coro. A pesar de la notable reducción del salario, Compta no solicitó dinero del cabildo hasta terminada la Guerra, cuando reclamó lo que se le debía desde 1809 por los cofres de papel para sus composiciones, para lo que tenía asignado desde 1797 quinientos reales.
A partir de 1817 solo hay noticias de la participación de Compta en exámenes y oposiciones como juez. Estos informes dan noticias de la enfermedad de Compta en junio de 1818 y cinco días más tarde dan la noticia del fallecimiento del maestro, el 17 de junio de 1818, «a las cinco de la tarde». Se le enterró a la mañana siguiente por recomendación del médico titular, «por la putrefacción que experimentaba y se acordó así». El día siguiente se eligió al contralto Donate para que se encargara de los infantes; el cargo de maestro de capilla solo sería ocupado por Escolástico Facundo Calvo un año después del fallecimiento de Compta.

## Obra
Mariano Soriano Fuertes considera que «fue uno de los más fecundos genios de su tiempo, habiendo dejado escritas muchas y buenas obras, de las cuales la más conocida y con justicia y alabada es un Te Deum que compuso a la venida de Fernando VII de su regreso del estrangero  [sic], denominado el Fernandino.» En cambio Mitjana y Subirá fueron menos positivos. Mitjana consideraba que esa obra «grande, pero probablemente no grandiosa, [...] contribuyeron mucho las circunstancias políticas del momento y la exaltación de la lealtad dieron fama, hoy controvertida, a su autor», opinión reproducida por el francés Albert Lavignac en su Encyclopédie de la musique et dictionnaire. Subirá decía que «este compositor debió su celebridad brillante, pero fugaz, a un Te Deum para ocho voces reales, dos órganos y gran orquesta: celebró el retorno de Fernando VII a su patria y la recuperación de su corona, tras los años pasados en Valençay como cautivo de los franceses».
Compta fue un compositor prolífico. En sus primeros siete años en el magisterio segoviano compuso por lo menos ciento seis obras. Además del ya mencionado Fernandino, tuvieron importancia importancia la cantada y el villancico compuestos en 1793 con ocasión del traslado de la imagen de San Fructuoso. La letra del villancico, con otra música, se sigue cantando en Segovia cada 25 de octubre con ocasión del día de San Fructuoso.